# Saint-Jean-de-Linières
Saint-Jean-de-Linières là một xã thuộc tỉnh Maine-et-Loire trong vùng Pays de la Loire phía tây nước Pháp. Xã này nằm ở khu vực có độ cao trung bình 72 mét trên mực nước biển.